# ねじ掛け結び

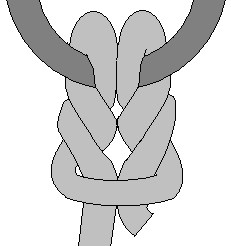
ねじ掛け結び

ねじ掛け結び（ねじかけむすび）とは、ロープをフックなどでかける結び方のひとつ。英語ではキャッツ・ポウ（Cat's paw）という。
古代ギリシャでも知られていた結びだが、キャッツ・ポウとして紹介されたのは1794年の『船員初等教本』がはじめてとされる。

## 結び方
ロープの2箇所に2～4回ねじることによってループをつくる。ただしこの2つねじりの向きは逆向きになるようにする。この2つのループを重ねてフックにかければ、ねじ掛け結びとなる。

## 特徴・用途
主にフックで荷物の上げ下げをするときに用いられる。
ねじ掛け結びは中径のロープに適しているとされる。